# Tom Kimber-Smith
Tom Kimber-Smith (ur. 1 listopada 1984 w Ascot) – brytyjski kierowca wyścigowy.

## Kariera
Kimber-Smith rozpoczął karierę w wyścigach samochodowych w roku 2000, od startów w T Cars, gdzie w każdym z 20 wyścigów, w których startował, stawał na podium, a dziesięciokrotnie na jego najwyższym stopniu. Dało mu to tytuł mistrzowski serii. W późniejszych latach startował także w Formule Ford Eurotur (klasa druga), Formule Ford Slick 50, Brytyjskiej Formule Zip, Festiwalu Formuły Ford, Brytyjskiej Formule Ford, edycji zimowej Brytyjskiej Formuły Ford, edycji zimowej Brytyjskiej Formuły Renault, Masters of Formula 3, Formule 3 Euro Series, Holenderskiej Formule Renault, Brytyjskiej Formule Renault, Le Mans Series, 24h Le Mans, American Le Mans Series, British GT Championship, GT4 European Cup, Grand American Rolex Series, Spanish GT Championship, 24H Series, Intercontinental Le Mans Cup, FIA World Endurance Championship, Britcar Silverstone 24hr, FIA GT3 European Championship oraz w European Le Mans Series.
W Formule 3 Euro Series wystartował w 2004 roku z niemiecką ekipą Team Kolles. W ciągu dwudziestu wyścigów uzbierał dwa punkty. Dały mu one 20 miejsce w klasyfikacji końcowej.